# يوسف الخال (ممثل)
يوسف الخال (8 سبتمبر 1973 -) ممثل ومذيع سوري لبناني، ابن الشاعر السوري اللبناني يوسف الخال والفنانة التشكيلية السورية الدمشقية مها بيرقدار وشقيق الممثلة ورد الخال. درس التصميم الغرافيكي. بدأ حياته في عالم الشهرة من خلال العمل عارض أزياء. لم تقتصر نشاطاته الفنية على التمثيل فقط، فهو إلى جانب إجادته الغناء والتلحين، عمل على الموسيقى التصويرية لبعض المسلسلات ومنها مسلسل «الطائر المكسور». وشارك في بعض الكليبات الغنائية ككليب أغنية نجوى كرم «روح روحي» وكليب وعد «يا أحلاهم». خاض تجربة التقديم التلفزيوني من خلال برنامج «هزي يا نواعم» في إل بي سي وبرنامج «روتانا أخبار» في قناة روتانا موسيقى وبرنامج «لاقونا عالساحة» على شاشة OTV اللبنانية إلى جانب الفنانة ندى أبو فرحات. تألق يوسف الخال في عدة أدوار أضاف لها سحره الخاص بدور الشاب العاشق، في مسلسل سارة مع المغنية سيرين عبد النور وتألق أيضا بمسلسل لو عام 2014 وبمسلسل أجيال مع الممثلة وملكة لبنان سابقا نادين نجيم والدور الذي حقق فيه نجاحا باهرا في الوطن العربي بدور «مالك» مع الممثلة باميلا الكيك في جذور في 2013.

## الحياة الشخصية
تزوج يوسف الخال الفنانة اللبنانية نيكول سابا في 22 ديسمبر 2011. ولهما بنت اسمها نيكول ولدت في 2013.

## أعماله

### مسلسلات
- 2022: نور
- 2022: ظل بدور (قيس)
- 2020:لو ما التقينا.
- 2019:هوا أصفر.
- 2019:مقامات العشق
- 2019: الحب جنون ج2 (دفاتر الماضي)
- 2017: أدهم بيك
- 2016: سمرقند  بدور:عمر الخيام
- 2016: خاتون بدور:(كريم أفندي)
- 2016: سوا
- 2015: تشيللو
- 2014: لو بدور:(الرسام جاد)
- 2013: وأشرقت الشمس 2013 بدور:(الشيخ طلال)
- 2013: جذور، بدور:(مالك)
- 2012: أجيال ج2
- 2011: أجيال ج1
- 2011: هروب
- 2011: جنى العمر
- 2011: باب إدريس، دور: راشد، قائد الثورة ضد الفرنسيين،
- 2010: نقطة حب
- 2010: سارة
- 2010: أجيال، دور: تيو
- 2009: رياح الثورة
- 2009: الدوامة
- 2009: سارة، دور: طارق (موسيقى تصويرية: يوسف الخال)
- 2009: بدل عن ضايع
- 2008: ورود ممزقة، دور: طارق
- 2008: الطائر المكسور
- 2007: زنوبيا
- 2007: حواء في التاريخ
- 2005: خطايا صغيرة
- 2004: الينابيع
- 2001: فاميليا
- 2000: نادي الضاحكين
- 1999: الباشوات

### أفلام
- 2011: مدام بامبينو
- 2012: 33 يوم
- 2013: بيبي

### مسرحيات
- 2007: زنوبيا مع الفنانة اللبنانية (كارول سماحة).
- 2017: حركة 6 أيار [2]

### برامج تلفزيونية
- «هزي يا نواعم»، إل بي سي
- «روتانا أخبار»، روتانا موسيقى
- «لاقونا عالساحة»، أو تي في

## لقاءات تلفزيونية
- برنامج زهرة الخليج 2، 2013 -ضيف الحلقة الأولى من الموسم الجديد، أبو ظبي الأولى
- برنامج أحلى جلسة، 2013 - حلقة خاصة بأبطال مسلسل جذور، المؤسسة اللبنانية للإرسال
- برنامج ناس وناس، 2012 - ناس وناس مع الفنان يوسف الخال 10/11/2012، تلفزيون المستقبل
- برنامج سمر والرجال، 2012 - ضيف الحلقة الأولى، تلفزيون الجديد

## وصلات خارجية
- يوسف الخال على موقع IMDb (الإنجليزية)
- يوسف الخال على موقع قاعدة بيانات الأفلام العربية